# Uurainen
Uurainen est une municipalité du centre-ouest de la Finlande, dans la région de Finlande-Centrale.

## Géographie
La petite commune rurale est coincée entre les villes de Jyväskylä (36 km), Saarijärvi et Äänekoski. Elle est largement forestière et peu peuplée.
C'est la commune de naissance de Mirja Lehtonen, skieuse de fond médaillée à deux reprises aux JO d'Innsbruck 1964. C'est également la première commune de Finlande à avoir élu une femme au poste de maire, en 1976.
Les municipalités limitrophes sont Laukaa au sud-est, Jyväskylän maalaiskunta et Petäjävesi au sud, Multia à l'ouest, Saarijärvi au nord et Äänekoski au nord-est.

## Démographie
Depuis 1980, l'évolution démographique d'Uurainen est la suivante, :
| Année      | 1980  | 1985  | 1990  | 1995  | 2000  | 2005  |
| ---------- | ----- | ----- | ----- | ----- | ----- | ----- |
| population | 2 739 | 2 823 | 2 961 | 3 055 | 3 125 | 3 137 |

| Année      | 2010  | 2015  | 2020  |
| ---------- | ----- | ----- | ----- |
| population | 3 455 | 3 641 | 3 677 |

## Galerie

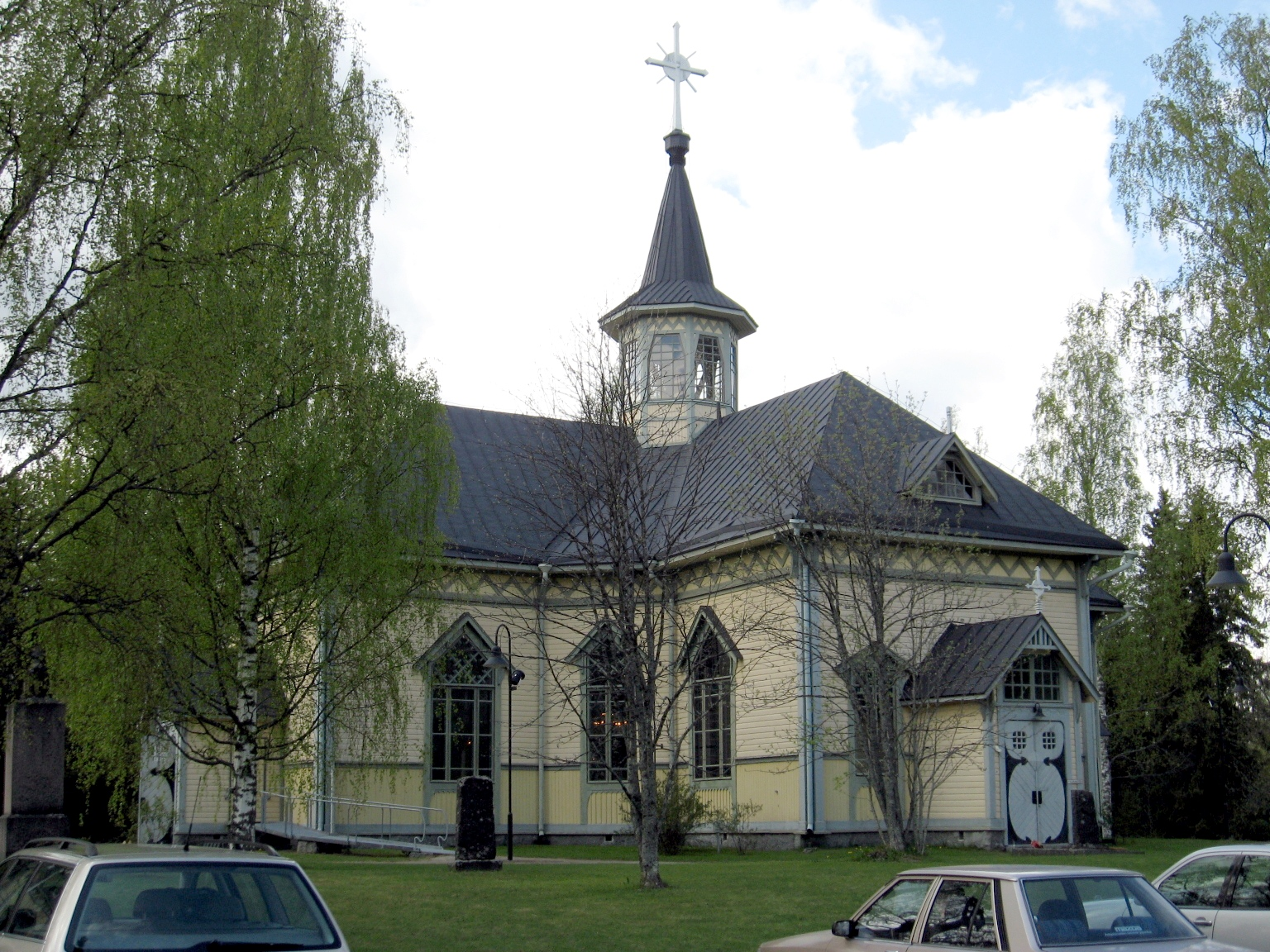
Église d'Uurainen
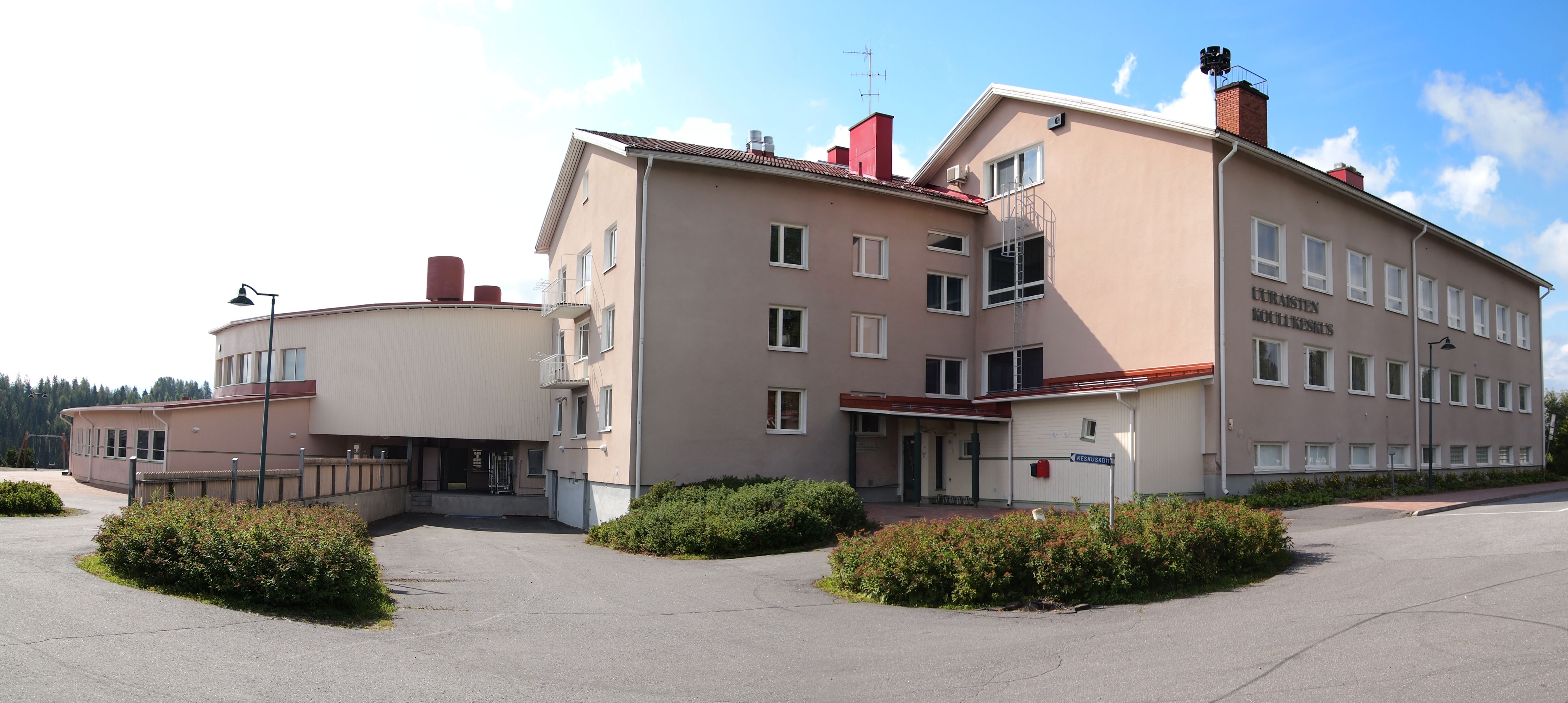
L'école.
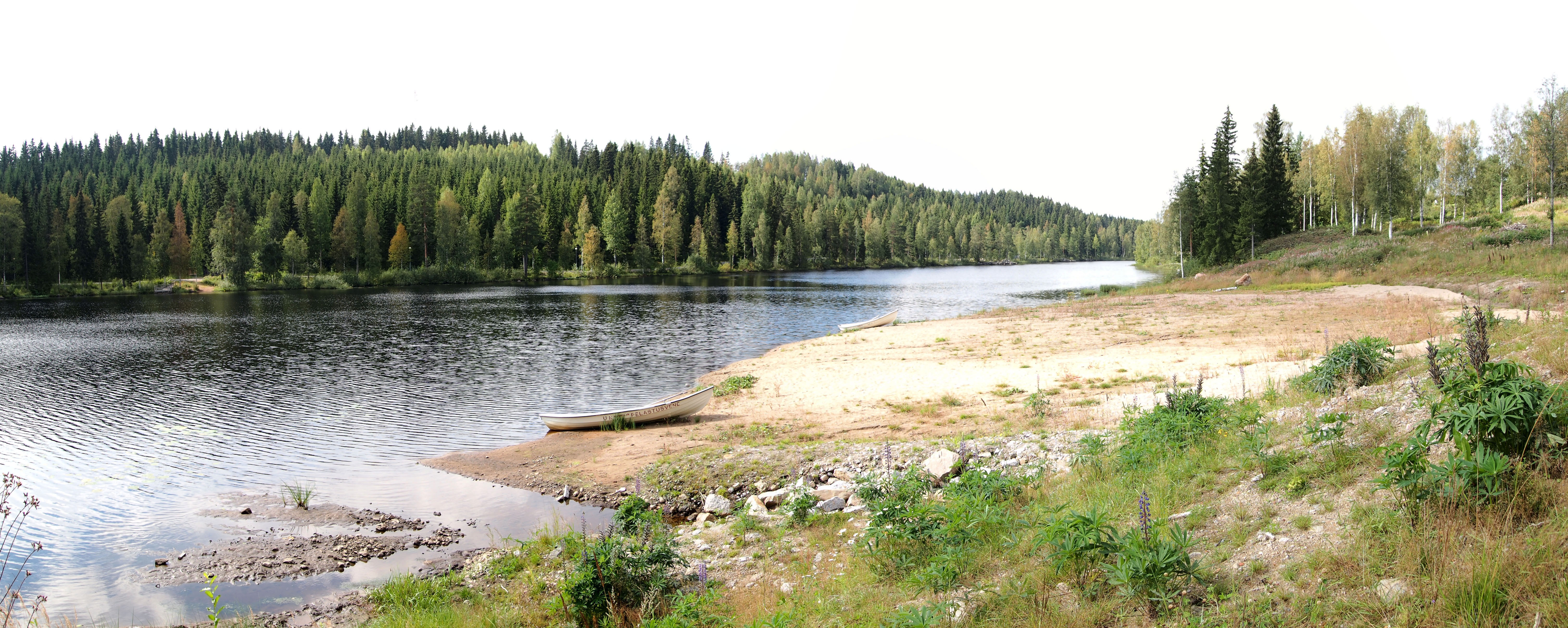
Le lac Pikku-Kuukka.